# 灤東戰鬥
灤東戰鬥發生於1933年4月4日－5月13日，地點則是在中國熱河西南一帶。是抗日戰爭初期的主要戰鬥之一，交戰一方為守軍之國民革命軍，另一方則為日軍。而中國軍隊領導者為何柱國、王以哲。在互有攻防後，17日國軍退至河西，5月13日南撤離熱河。